# A Girl Called Dusty
Az 1964-es A Girl Called Dusty Dusty Springfield debütáló nagylemeze. Szerepel az 1001 lemez, amit hallanod kell, mielőtt meghalsz című könyvben.
Dusty Springfield korábban a The Lana Sisters (1958–1960), majd a The Springfields folk-pop trió (1960–1963) tagja volt. Egy Egyesült Államok-beli turné során a 60-as évek elején ismerkedett meg a soullal, mely mély benyomást gyakorolt rá. Bár a The Springfields viszonylag sikeres volt, zenei irányzatuk nem volt megfelelő Dusty Springfield számára, így 1963-ban szólókarrierbe kezdett.
Első kislemeze, az I Only Want To Be With You még a The Springfields-beli tagsága alatt került rögzítésre, és a búcsúkoncertje után egy héttel jelent meg. Mind Nagy-Britanniában, mind az Egyesült Államokban sikeres volt, így az A Girl Called Dusty album felvételéhez vezetett. A lemez eredetileg nem jelent meg az Egyesült Államokban, erre csak később került sor Dusty címmel és alternatív dalsorrenddel, valamint néhány más dallal.

## Az album dalai

### Eredeti kiadás
| 1. | Mama Said                                          | Luther Dixon, Willie Denson                      | 2:14 |
| 2. | You Don't Own Me                                   | John Madara, David White                         | 2:30 |
| 3. | Do Re Mi (Forget About the Do and Think About Me)  | Earl King                                        | 2:20 |
| 4. | When the Lovelight Starts Shining Through His Eyes | Lamont Dozier, Brian Holland, Edward Holland Jr. | 3:07 |
| 5. | My Colouring Book                                  | Fred Ebb, John Kander                            | 3:03 |
| 6. | Mockingbird                                        | Inez Foxx, Charlie Foxx                          | 2:34 |

| 1. | Twenty Four Hours From Tulsa | Burt Bacharach, Hal David                     | 3:07 |
| 2. | Nothing                      | Frank Augustus, Bob Elgin, Clarence Lewis Jr. | 2:29 |
| 3. | Anyone Who Had a Heart       | Burt Bacharach, Hal David                     | 3:11 |
| 4. | Will You Love Me Tomorrow    | Gerry Goffin, Carole King                     | 2:40 |
| 5. | Wishin' and Hopin'           | Burt Bacharach, Hal David                     | 2:56 |
| 6. | Don't You Know               | Ray Charles                                   | 2:53 |

### Bónuszdalok az 1997-es kiadásról
|     | Cím                                              | Szerző(k)                                        | Hossz |
| --- | ------------------------------------------------ | ------------------------------------------------ | ----- |
| 13. | I Only Want to Be With You (alternatív felvétel) | Mike Hawker, Ivor Raymonde                       | 2:42  |
| 14. | He's Got Something (alternatív felvétel)         | Kenny Lynch, Ian Samwell                         | 2:50  |
| 15. | Every Day I Have to Cry                          | Arthur Alexander                                 | 2:30  |
| 16. | Can I Get a Witness (remix)                      | Lamont Dozier, Brian Holland, Edward Holland Jr. | 2:46  |
| 17. | All Cried Out" (remix)                           | Buddy Kaye, Phil Springer                        | 3:05  |
| 18. | I Wish I'd Never Loved You (alternatív felvétel) | Mike Hawker, Ivor Raymonde                       | 3:40  |
| 19. | Once upon a Time (remix)                         | Dusty Springfield                                | 1:57  |
| 20. | Summer Is Over                                   | Tom Springfield, Clive Westlake                  | 3:44  |

## Közreműködők
- Dusty Springfield – ének
- The Breakaways – háttérvokál
- Ivor Raymonde – karmester